# مظفر مقدم
مظفر مقدم (زاده ٢۴ فروردین  ۱۳۲۳ در تهران) بازیگر و صداپیشه ایرانی است.
بازی در سریال مختارنامه در نقش شبث بن ربعی از جمله نقش‌های اوست.

## آثار

### تئاتر تلویزیونی
- توده هیزم، نقش فردریک (اصلی)، نویسنده آگوست استریندبرگ سوئدی، سال ۱۳۵۲
- اشباح، نقش اوزوالد (اصلی)، نویسنده هنریک ایبسن نروژی، سال ۱۳۵۳

### تئاتر صحنه ای
- صعود مقاومت پذیر آرتورو اوئی، نویسنده برتولد برشت، تئاتر شهر

### سینمایی
- مثلث آبی
- تشکیلات
- صف

### مجموعه تلویزیونی
- جُنگی برای فردا
- مختارنامه (داوود میرباقری، ۱۳۸۲-۱۳۸۹)
- پای پیاده (فریدون حسن پور، ۱۳۸۷)
- باردیگر زندگی (علاءالدین رحیمی)
- شب دهم (حسن فتحی، ۱۳۸۱)
- رستوران خانوادگی (حسین سهیلی‌زاده ۱۳۸۰) (یک قسمت، بازیگر میهمان)
- ولایت عشق (مهدی فخیم زاده، ۱۳۷٩)

### سایر
- داستان شب رادیو ایران و تئاتر رادیو ۲، گویندگی نقش های اتللو، کالیگولا، ونگوگ، آقای گیل، میکل آنژ، ۵۷-۱۳۵۰
- همکاری با کانون پرورش فکری کودکان و نوجوانان، گویندگی آثار آهنگساران بزرگ جهان مثل شوپن، باله فندق شکن، باله دریاچه قو، چایکفسکی و فرانتس لیست
- همکاری با برنامه تلویزیونی دیدنیها، ۶۲-۱۳۶۱